# Francis Burchell
Francis Romulus Burchell (* 25. September 1873 in Clifton; † 6. Juli 1947 in Worthing) war ein britischer Cricketspieler.

## Erfolge
Francis Burchell nahm als Mitglied der Devon & Somerset County Wanderers (D&SCW) an einer Club-Tour nach Frankreich im Rahmen der Weltausstellung 1900 in Paris teil. Dort spielte er mit der Mannschaft unter anderem gegen ein Team, das hauptsächlich aus Exil-Briten bestand, die durch die Union des sociétés françaises de sports athlétiques ausgewählt wurden. Der D&SCW wurde dabei als England bezeichnet, der Gegner als Frankreich. Dieses wurde im Jahr 1912 nachträglich als Bestandteil der Olympischen Spiele 1900 klassifiziert. Mit 158 Runs setzte sich sein Team, zu dem außer Burchell noch Charles Beachcroft, Arthur Birkett, Alfred Bowerman, George Buckley, Frederick Christian, Harry Corner, Frederick Cuming, William Donne, Alfred Powlesland, John Symes und Montagu Toller gehörten, gegen seine Kontrahenten durch und wurde damit in der Folge als Olympiasieger bezeichnet. Burchell selbst, der nur im ersten Innings am Schlag zum Einsatz kam, erzielte dabei keine Runs.